# Холханов, Хашим
Хашим Холханов — советский хозяйственный, государственный и политический деятель.

## Биография
Родился в 1920 году в Намангане. Член КПСС.
Участник Великой Отечественной войны, лейтенант в 857-м стрелковом полку 294-й стрелковой дивизии. С 1946 года — на хозяйственной, общественной и политической работе. В 1946—1975 гг. — хозяйственный и партийный работник в Наманганской области Узбекской ССР, первый секретарь Кассансайского райкома КП Узбекистана, первый секретарь Наманганского райкома КП Узбекистана, секретарь парткома Избасканского производственного колхозно-совхозного управления, первый секретарь Избасканского райкома КП Узбекистана, председатель Наманганского облисполкома.
Избирался депутатом Верховного Совета Узбекской ССР 5-го, 6-го и 8-го созывов. Делегат XXIV съезда КПСС.
Умер до 1985 года.